# Papuagrion carcharodon
Papuagrion carcharodon – gatunek ważki z rodziny łątkowatych (Coenagrionidae).